# Carl Fredrik Abenius
Carl Fredrik Abenius, född 4 april 1815 vid Högfors bruk, död 23 februari 1895 i Södertälje, var en svensk rådman och magistratssekreterare. Från 1861 till 1867 tjänstgjorde han som häradshövding i Danderyds skeppslag, och från 1867 fram till sin död var han häradshövding i Livgedingets domsaga.

## Biografi
Carl Fredrik Abenius var son till bruksägaren Johan Abenius och Margareta Jonsdotter samt bror till borgmästaren Wilhelm Abenius, tillhörde släkten Abenius, och växte upp på Högfors bruk i Ljusnarsbergs socken. Han avlade kameralexamen vid Uppsala universitet 30 maj 1836 och hovrättsexamen 7 juni samma år, tjänstgjorde senare vid Svea hovrätt och Justitierevisionen.
Abenius blev, vid 25 års ålder, tillförordnad som domhavande i Åkerbo härads domsaga i maj 1840. Senare övergick han till den litterata rådmansbefattningen och blev magistratssekreterare i Köping mellan 1853 och 1861, där han efterträddes av friherre B. Fägerskiöld. Efter detta tillträdde han som häradshövding i Danderyds, Värmdö, Sollentuna, Färentuna och Åkers häraders domsaga år 1861, men han avgick från detta ämbete 1867. Därefter övertog Abenius motsvarande befattning i Livgedingets domsaga och innehade den fram till sin död år 1895. Han var också årlig ledamot i Södermanlands fornminnesförening och Nationalekonomiska Föreningen. Dessutom fungerade han som sekreterare i den svenska kommittén för de frivilliga sjukvårdsföreningarnas internationella exposition och konferens i Paris 1867. Han köpte också Norrby bruk av sin bror, Johan Abenius, 1851.
Abenius gifte sig den 19 augusti 1841 med Haralda Eleonora Andersson, dotter till Anders Ahrengren.
År 1884 grundade han Abeniusska fonden med syftet att tilldela slöjdstipendier till pojkar.

## Utmärkelser
- Riddare av Nordstjärneorden, 1870.[11][8][18]